# Siergiej Kalinin (hokeista)
Siergiej Pawłowicz Kalinin, ros. Сергей Павлович Калинин (ur. 17 marca 1991 w Omsku) – rosyjski hokeista, reprezentant Rosji, olimpijczyk.

## Kariera
- Awangard 2 Omsk (2008-2009)
- Omskie Jastrieby (2009-2011)
- Awangard Omsk (2010-2015)
- New Jersey Devils (2015-2017)
- Toronto Marlies (2017)
- SKA Sankt Petersburg (2017-2018)
- CSKA Moskwa (2018-2020)
- Traktor Czelabińsk (2020-)

Wychowanek i wieloletni zawodnik Awangarda Omsk. Od maja 2015 zawodnik New Jersey Devils. Od lutego 2017 zawodnik Toronto Maple Leafs. Występował jednak w barwach klubu podległego, Toronto Marlies, w lidze AHL. W kwietniu 2017 do Kalinina w ramach KHL nabył klub SKA z Petersburga. W połowie 2017 zwolniony z Toronto Maple Leafs, w barwach którego nie zagrał ani jednego meczu. Od lipca 2017 zawodnik SKA. W sierpniu 2018 został przetransferowany do CSKA Moskwa w toku wymiany za Andrieja Kuźmienkę. W lipcu 2020 przeszedł do Traktora Czelabińsk.
W barwach Rosji uczestniczył w turniejach mistrzostw świata juniorów do lat 20 w 2011 oraz mistrzostw świata w 2015, 2016. W ramach ekipy olimpijskich sportowców z Rosji brał udział w turnieju zimowych igrzysk olimpijskich 2018.

## Sukcesy
Reprezentacyjne
- Złoty medal mistrzostw świata juniorów do lat 20: 2011
- Złoty medal mistrzostw świata: 2014
- Brązowy medal mistrzostw świata: 2016
- Złoty medal zimowych igrzysk olimpijskich: 2018

Klubowe
- Puchar Nadziei: 2014 z Awangardem Omsk
- Puchar Kontynentu: 2019 z CSKA Moskwa
- Puchar Gagarina – mistrzostwo KHL: 2019 z CSKA Moskwa
- Złoty medal mistrzostw Rosji: 2019, 2020 z CSKA Moskwa

Indywidualne
- MHL (2009/2010):
  - Mecz Gwiazd MHL
- KHL (2017/2018):
  - Czwarte miejsce w klasyfikacji +/- w sezonie zasadniczym: +26

Wyróżnienie
- Zasłużony Mistrz Sportu Rosji w hokeju na lodzie (2014)

Odznaczenia
- Order Honoru (2014)[8]
- Order Przyjaźni (27 lutego 2018)[9]